# Tylny pokład

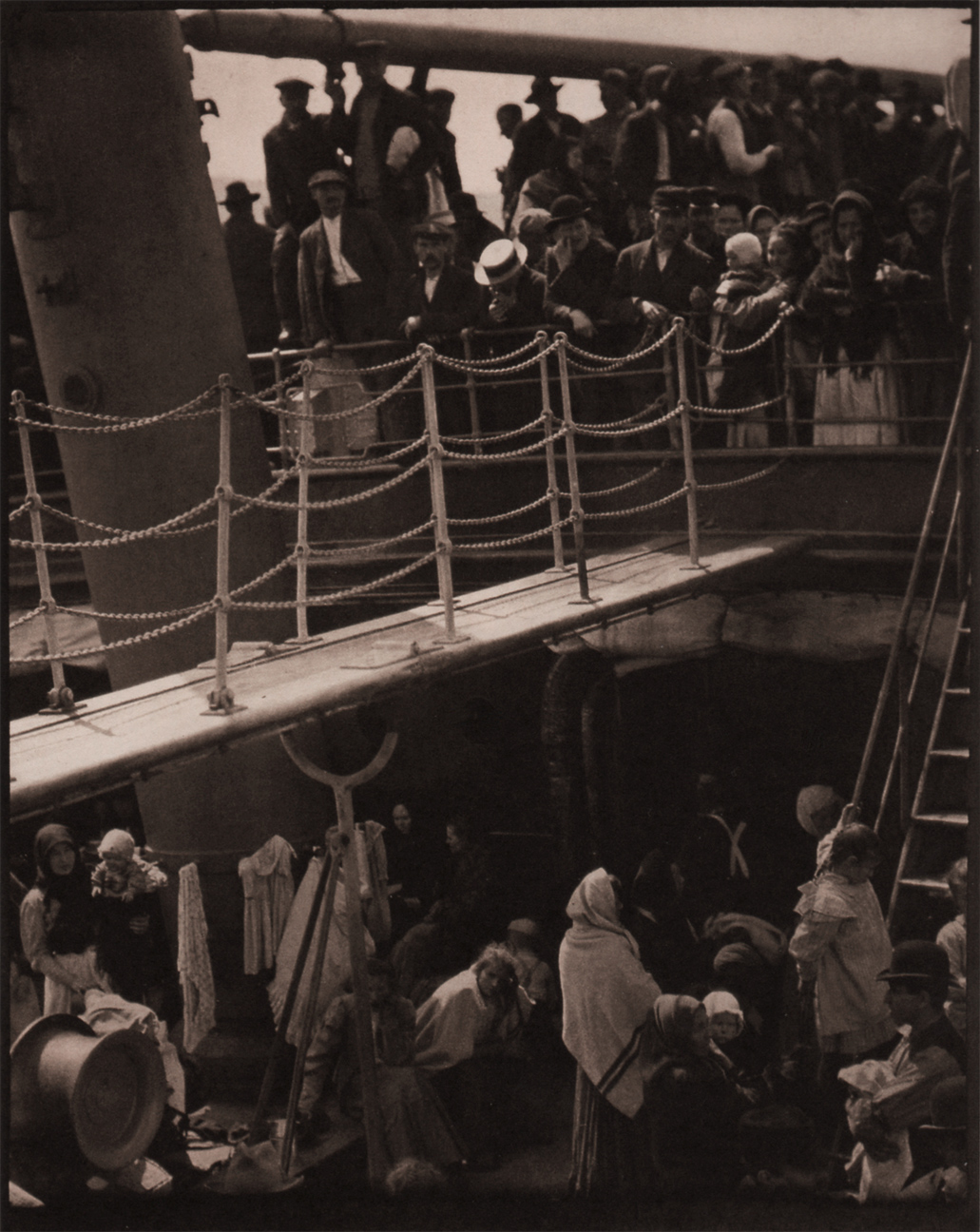
A. Stieglitz, Tylny pokład, 1907

Tylny pokład lub Dolny pokład (ang. The Steerage) – fotografia wykonana w 1907 roku przez Alfreda Stieglitza. Jedno z najważniejszych dzieł w jego dorobku.
Zdjęcie zostało zrobione na pokładzie statku "Kaiser Wilhelm II" płynącego z USA do Europy. Stieglitz płynął na nim z rodziną. Nie mogąc znieść atmosfery panującej w pierwszej klasie, poszedł na koniec statku, gdzie ujrzał pasażerów podróżujących na dolnym pokładzie drugiej klasy. Jak sam wspominał, scena ta zafascynowała go i zapragnął dołączyć do oglądanych przez siebie ludzi. Zainteresował go układ kształtów i związki między nimi.
I zdecydowałem w tym momencie, że spróbuję utrwalić tę wizję, która mnie zafascynowała, ludzi, zwyczajnych ludzi, nastrój statku, oceanu i nieba oraz to, co czułem w tej chwili, gdy udało mi się wyrwać ze świata ludzi bogatych. Przyszło mi na myśl, że może Rembrandt odczuwał to samo co ja....
Mając tylko jedną nienaświetloną kliszę, postanowił zrobić zdjęcie.
Czy udało się to zdjęcie? Wiedziałem, że jeśli się ono uda, nastąpi nowy, wielki krok w dziejach fotografii, podobnie jak wtedy, gdy w roku 1892 powstało moje zdjęcie "Konie pociągowe" lub w roku 1902 "Ręce człowieka"; były to zdjęcia, które zapoczątkowały nową erę fotografii i nową erę widzenia. Teraz w jakimś sensie szedłem dalej, bo to zdjęcie – zdjęcie tylnego pokładu – miało być obrazem opartym na wzajemnych relacjach kształtów i na najgłębszym ludzkim uczuciu, miało być krokiem w moim własnym rozwoju, moim spontanicznym odkryciem.
Zdjęcie to powstało w okresie, w którym Stieglitz odchodził od dotychczas wyznawanych przez siebie ideałów piktorializmu na rzecz nowego, bardziej nowoczesnego podejścia do fotografii, nazwanego później "straight photography". Swoją uwagę zwrócił ku rozwijającemu się miejskiemu pejzażowi Nowego Jorku i tematom, które nie interesowały piktorialistów, takim jak ten, który uwiecznił na Tylnym pokładzie.